# Baluga (koło Trnavskiej)
Baluga (cyr. Балуга) – wieś w Serbii, w okręgu morawickim, w mieście Čačak. W 2011 roku liczyła 726 mieszkańców.